# Bidessodes franki
Bidessodes franki är en skalbaggsart som först beskrevs av Spangler 1981.  Bidessodes franki ingår i släktet Bidessodes och familjen dykare. Inga underarter finns listade i Catalogue of Life.